# Страх смерті

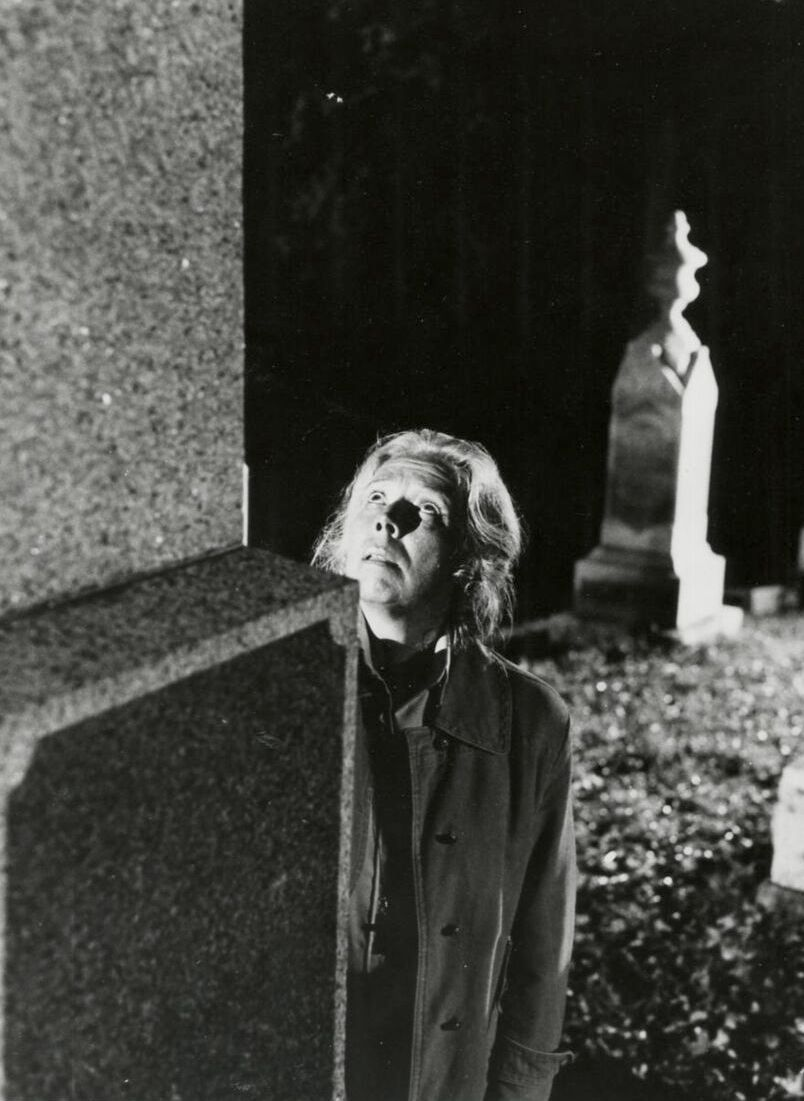
Страх смерті спонукає людей звернутися до релігії

Страх смерті, танатофобія (грец. θάνατος «смерть» + грец. φόβος «страх») — це тривога, викликана думками про смерть, про припинення існування (себе або своїх близьких).

## Опис
Страх смерті відрізняється від некрофобії, яка є особливим страхом перед мертвими або вмираючими людьми і/або пов'язаними з ними речима (труни, могили), будучи тим самим страхом перед мертвими або вмираючими, а не перед своєю смертю.
Крім того, є нав'язливі прояви такого почуття, що часто викликаються близьким контактом зі смертю (наприклад, близьких родичів), і при великій стійкості можуть порушувати повсякденну діяльність людини, тому потребують втручання психіатра.
Страх смерті у літніх людей, близьких до смерті, може служити причиною порушення цілісності его, тому що такі люди, відчуваючи близьку кончину, намагаються знайти якесь (нехай навіть ілюзорне) розширення свого існування. Поява передсмертних галюцинацій, бачень служить для них підтвердженням релігійних поглядів віри в потойбічне життя.
Багато хто вважає страх смерті основним спонукальним стимулом людської діяльності, навіть мотивацією самого життя. Зокрема, це стосується релігії, філософії, науки та літератури (як спроби увіковічнити своє ім'я). Хоча в принципі нав'язливий страх смерті діагностують як захворювання, в деяких випадках він змушує велику кількість людей тікати з поля бою, з палаючого будинку, і т. д. Такий його панічний прояв не сприяє виживанню (тиснява на виході), і тому виховання людей включає його подолання. Це стосується як релігії (примирення з порядком речей, встановлених Богом, або потойбічне існування) і філософії (придушення на рівні інтелекту), так і навіть засобів масової інформації, що вміло маскують смерть як щось далеко виняткове (авіакатастрофи, отруєння, теракти, епідемії — в той час як набагато більше гине в ДТП, а від старості всі інші).
Таким чином, страх смерті, що виникає внаслідок усвідомлення реальності смерті ще в допубертатному віці, заганяється як можна глибше, так що люди усвідомлюють реальність її для себе дуже незначну частину життя. Не всі товариства влаштовані (і були влаштовані) таким чином: в буддизмі підготовка до смерті вважається найважливішою справою людини; в бусідо смерть, загроза якої супроводжує самурая все його життя, перестає бути його страхом. Проте в сучасному суспільстві споживання страх смерті продовжує підсвідомо діяти аж до заперечення її існування.

## Типи
Роберт Ленгс виділяє три типи тривоги перед смертю:

### Хижацька тривога перед смертю
Хижацька тривога смерті виникає через страх бути заподіяною. Це найдавніша і найпростіша форма страху смерті, яка бере свій початок з набору адаптивних ресурсів перших одноклітинних організмів. Одноклітинні організми мають рецептори, які еволюціонували для реагування на зовнішні небезпеки, а також самозахисні, реагуючі механізми, створені для збільшення ймовірності виживання перед обличчям хімічних і фізичних форм нападу або небезпеки.
У людини тривога хижацької смерті викликається різноманітними небезпечними ситуаціями, які піддають людину ризику або загрожують її виживанню. Тривога хижацької смерті мобілізує адаптаційні ресурси людини і призводить до реакції «бий або тікай», що складається з активних зусиль по боротьбі з небезпекою або спроб втекти із загрозливої ситуації.

### Хижак або хижачка
Хижацтво або тривога смерті хижака — це форма, яка виникає, коли людина завдає шкоди іншій людині, фізично та/або психічно. Ця форма тривоги смерті часто супроводжується неусвідомленою провиною. Ця провина, в свою чергу, мотивує і заохочує різноманітні самостійні рішення і дії винуватця заподіяння шкоди іншим.

### Екзистенційний
Екзистенціальна тривога смерті випливає з базового знання про те, що людське життя має закінчитися. Відомо, що екзистенційна тривога перед смертю є найпотужнішою формою тривоги перед смертю. Вважається, що мова створила основу для екзистенційної тривоги перед смертю через комунікативні та поведінкові зміни. Інші фактори включають усвідомлення відмінності між собою та іншими, повне відчуття особистої ідентичності та здатність передбачати майбутнє. Екзистенціальний психіатр Ірвін Ялом стверджує, що люди схильні до тривоги смерті, тому що «наше існування назавжди затьмарене знанням того, що ми будемо рости, розквітати і неминуче зменшуватися і вмирати».
Люди — єдині живі істоти, які по-справжньому усвідомлюють власну смертність і проводять час, розмірковуючи над сенсом життя і смерті. Усвідомлення людської смертності виникло близько 150 000 років тому. За цей надзвичайно короткий проміжок еволюційного часу люди виробили єдиний базовий механізм, за допомогою якого вони справляються з екзистенційною тривогою смерті, яку викликало це усвідомлення: заперечення. Заперечення здійснюється за допомогою широкого спектру психічних механізмів і фізичних дій, багато з яких залишаються неусвідомленими. Хоча заперечення може бути адаптивним в обмеженому використанні, надмірне використання є більш поширеним і емоційно затратним. Заперечення є коренем таких різноманітних дій, як порушення правил, порушення рамок і меж, маніакальне святкування, спрямування насильства проти інших, спроби отримати надзвичайне багатство і владу та ін. Ці прагнення часто активізуються травмою, пов'язаною зі смертю, і хоча вони можуть призвести до конструктивних дій, частіше за все вони призводять до дій, які завдають шкоди як собі, так і оточуючим.

## См. також
- Страх
- Безсмертя